# 중앙로 (진안군)
중앙로(Jungang-ro)는 전북특별자치도 진안군 진안읍 진안로터리 와 진안읍를 잇는 도로이다.

## 주요 경유지
전북특별자치도
- 진안군 진안읍

## 노선
| 이름       | 접속 노선              | 소재지 | 소재지 | 비고                 |
| ---------- | ---------------------- | ------ | ------ | -------------------- |
| 진안로터리 | 국도 제26호선 (전진로) | 진안군 | 진안읍 | 지방도 제795호선구간 |
| 진안사거리 | 진용로                 | 진안군 | 진안읍 | 지방도 제795호선구간 |
| 월랑교     |                        | 진안군 | 진안읍 |                      |
| (삼거리)   | 진무로                 | 진안군 | 진안읍 |                      |

## 주요 시설및 건물
- 새마을금고 진안새마을금고 본점 (중앙로 37/군하리 125-37)
- 북전주세무서 진안지서 (중앙로 45/군하리 125-13)
- 진안초등학교 (중앙로 55/군하리 129)
- 진안군청 (중앙로 67/군하리 97-4)
- KT플라자 진안점 (중앙로 78/군상리 947-1)